# Hulk (bande originale)
Albums de Danny Elfman
Chicago
(2002) Big Fish
(2003)
Hulk - Original Motion Picture Soundtrack, du compositeur américain Danny Elfman, est la bande originale distribuée par Decca Records du film de science-fiction américain réalisé par Ang Lee, Hulk, sorti en 2003. Set Me Free le dernier titre de cet album, n'est pas de Danny Elfman, elle est composée et interprétée par le groupe Velvet Revolver.

## Liste des titres
Toute la musique est composée par Danny Elfman.
| 1.      | The Main Titles        | 4:36 |
| 2.      | The Prologue           | 4:38 |
| 3.      | The Betty's Dream      | 2:14 |
| 4.      | Evey's Story           | 2:45 |
| 5.      | The Captured           | 3:41 |
| 6.      | The Dad's Visit        | 2:15 |
| 7.      | The Hulk Out!          | 4:00 |
| 8.      | The Father Knows Best  | 3:34 |
| 9.      | The ...Making Me Angry | 4:02 |
| 10.     | The Gentle Giant       | 1:02 |
| 11.     | The Hounds Of Hell     | 3:47 |
| 12.     | The Truth Revealed     | 4:19 |
| 13.     | The Hulk's Freedom     | 2:36 |
| 14.     | The A Man Again        | 7:48 |
| 15.     | The Lake Battle        | 4:32 |
| 16.     | The Aftermath          | 0:56 |
| 17.     | The Phone Call         | 1:34 |
| 18.     | The End Credits        | 1:13 |
| 19.     | Set Me Free            | 4:09 |
| 1:03:41 |                        |      |

## Musiques additionnelles
- Outre les titres présents, sur l'album, on entend aussi durant le film les morceaux suivants [4] :
  - Mother
    - Écrit par Mychael Danna

  - Young Scientists
    - Écrit par Danny Elfman et Kenneth Burgomaster[5]

  - Hulk Escapes
    - Écrit par Danny Elfman, Don Harper et Trevor Morris
    - Avec la voix de Natacha Atlas

  - Song for Classical Guitar
    - Écrit par Marc Ferrari et Don Great
    - Interprété par Don Great
    - Avec l'aimable autorisation de Marc Ferrari et Tinseltown Music